# アスマット族
アスマット族（アスマットぞく、Asmat）は、インドネシアのニューギニア島に住む少数民族。人種はオーストラロイド。男は骨製の鼻飾りをつけている。

## 居住地
ニューギニア南西沿岸部の沼沢の多い、平坦で広大な熱帯雨林に住んでいる。石をまったく含まない沖積土の地であるため、石斧は遠く離れた高地地方の部族と物々交換して手に入れていた（現在はナイフや斧なども使用している）。

## 生活
サゴヤシ澱粉を主食とするほか、野ブタや川魚、エビ, ヒクイドリなども捕えて食する。土器を知らないので、食べ物はすべて焚き火であぶるだけである。
家やカヌーなどはサゴヤシから作られる。
どの村にもひとりは腕の確かな木彫り師がいて、尊敬されている。

## 宗教
祖先崇拝が中心である。殺した敵の頭蓋骨を枕にして休むと、祖先の霊が休まると信じられている。
アスマット族には木と人間は同じであるとする象徴的な考え方がある。首狩りの風習があったため、木の実を食べる動物すべてを首狩りの思想の象徴とみなしており、サイチョウやオオコウモリを絵や飾りにして尊んでいる。また交尾の直後に雌が雄の頭を食いちぎってしまうカマキリも同じ理由で大きな意味を持っている。
現在首狩りの風習は、インドネシア政府の指導により絶えている。